# Peter Gelderblom
Peter Gelderblom (* 27. September 1965 in Gouda) ist ein niederländischer DJ.
Gelderblom arbeitet seit 1979 als DJ und wird inspiriert von Earth, Wind and Fire, Ohio Players und George Benson. Er hat mehrere Jahre als DJ in verschiedenen Clubs in Rotterdam gearbeitet. Gelderblom hatte seinen Durchbruch in den Niederlanden im Jahr 2007 mit der Single „Waiting For“. Diese erreichte Platz 37 in den niederländischen Top 40.
1997 konnte man ihn auf Kanal X 103,2 hören und er eröffnete mit seiner Frau und einem Gefährten den Nachtclub Barocca, ein ehemaliges englisches Feuerschiff in Rotterdam. Er hatte bis zum Ende des Jahres 2010 seine eigene samstägliche Radioshow namens The Wheels of Revolution bei Radio Decibel. Zusammen mit seiner Frau betreibt er seit vielen Jahren den Club Revolution. Dieser Club im Zentrum Rotterdams wurde nach einer Schießerei durch den Bürgermeister von Rotterdam geschlossen.

## Diskografie (Singles)
- 2007 – Waiting 4
- 2008 Dj Chus & Peter Gelderblom – Feelin’ 4 You
- 2008 Peter Gelderblom & Muzikjunki – Trapped
- 2008 – Where The Streets Have no name
- 2009 – Lost
- 2010 Peter Gelderblom & Aad Mouthaan – Just A Feeling
- 2011 – Satisfaction
- 2011 Peter Gelderblom & Dominica – I Gotta Let You Go